# Trigonita
La trigonita és un mineral de la classe dels òxids. Rep el nom del grec τρίγωνον trigonon, triangle, que fa al·lusió a forma més comuna dels seus cristalls.

## Característiques
La trigonita és un arsenit de fórmula química Pb₃Mn2+(AsO₃)₂(HAsO₃). Cristal·litza en el sistema monoclínic. La seva duresa a l'escala de Mohs es troba entre 2 i 3.
Segons la classificació de Nickel-Strunz, la trigonita pertany a «04.JB: Arsenits, antimonits, bismutits; amb anions addicionals, sense H₂O» juntament amb els següents minerals: fetiasita, manganarsita, magnussonita, armangita, nanlingita, asbecasita, stenhuggarita, finnemanita, gebhardita, derbylita, tomichita, graeserita, hemloïta, freedita, georgiadesita i ekatita.
L'exemplar que va servir per a determinar l'espècie, el que es coneix com a material tipus, es troba conservat a les col·leccions mineralògiques del Museu Suec d'Història Natural, situat a Estocolm (Suècia).

## Formació i jaciments
Va ser descoberta en minerals de Fe-Mn metamorfitzats a la mina Långban, a Filipstad (Comtat de Värmland, Suècia), sent aquest l'únic indret de tot el planeta on ha estat descrita aquesta espècie mineral.